# 云打印
云打印是一種打印技術。局域網內的用戶可以通過有線或無線的方式将移动设备和電腦连接到能連上同一局域網以及互聯網的任意一台打印机上，然後就能打印。對於企業來說，除了企業員工能實現上述功能外，企業的IT部门可以增加或移除局域網內的打印機以及打印服务器。